# National Rail
National Rail (znamená Národní dráha) je označení železniční dopravní služby provozované sdružením privatizovaných železničních společností – Association of Train Operating Companies (ATOC). Tyto společnosti vznikly privatizací státního, nyní již zrušeného, železničního dopravce British Rail.

## National Rail a Network Rail

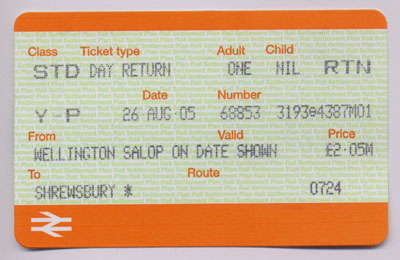
Jízdenka National Rail

Pojem National Rail se používá  pro odlišení této služby od jiných systémů železniční dopravy ve Velké Británii, které nevznikly privatizací státem vlastněné dopravní společnosti. Toto vymezení je podstatné proto, že dopravci v rámci služby National Rail uplatňují jednotný systém jízdného a umožňují přestup mezi vlaky jednotlivých společností, což není vždy splněno u jiných dopravců.
Termín National Rail označuje jiný subjekt než Network Rail. 
- National Rail je označení pro železniční službu pro dopravu cestujících.
- Network Rail je společnost, která vlastní a provozuje železniční trať.

Na většině tratí v rámci Network Rail je provozována i nákladní doprava. 
Některé železniční služby přepravy cestujících, provozované na tratích Network Rail, například Eurostar, Heathrow Express nebo londýnské metro, nejsou součástí služeb poskytovaných National Rail.

## Železniční dopravci National Rail
Železniční dopravu v rámci National Rail provozuje 25 privatizovaných dopravních společností:
- Arriva Trains Wales
- c2c
- Central Trains
- Chiltern Railways
- First Great Western
- First Great Western Link
- First ScotRail
- First TransPennine Express
- Gatwick Express
- GNER
- Hull Trains
- Island Line
- MerseyRail Electrics
- Midland Mainline
- Northern Rail
- one
- Silverlink
- Southern
- South Eastern Trains
- South West Trains
- Thameslink
- Virgin Trains
- WAGN
- Wessex Trains

Eurostar je také členem sdružení ATOC.
ATOC zastupuje železniční společnosti při prosazování jejich zájmů a koordinuje některé společné činnosti, například rozdělení provizí za časové jízdenky a poskytování jízdních řádů. 